# 卡拉乡
卡拉乡，是中华人民共和国四川省凉山彝族自治州木里藏族自治县下辖的一个乡镇级行政单位。

## 行政区划
卡拉乡下辖以下地区：
麻撒村、田镇村、卡拉村、玛瑙村、苦苦村、草坪村、央沟村、鸭咀牧场和卡拉牧场。